# Uitrustingsgetal
Het uitrustingsgetal (equipment number, EN) is een dimensieloos getal aan de hand waarvan het aantal benodigde kettingschakels en ankers bepaald worden voor een specifiek schip. Het uitrustingsgetal valt in het gebied van een uitrustingsletter met een specifieke kettinglengte en massa voor het anker.
Dit getal wordt bepaald aan de hand van de volgende formule:
∆2/3 + 2 h B + A/10
waarbij
∆ : deplacement van het schip in ton bij zomerdiepgang
h: hoogte vanaf de zomerdiepgang tot het hoogste punt van de accommodatie
B: breedte in meters van het schip zonder de scheepshuid (moulded breadth)
A: oppervlakte in m² van de romp en accommodatie boven de zomerdiepgang
Voor high holding power-ankers (HHP) mag de massa van het anker 75% zijn van de tabelwaarde, voor super high holding power-ankers (SHHP) is dit 50%.
Zo zouden bij een uitrustingsgetal tussen 4800-5000 voor gewone schepen twee ankers benodigd zijn met een massa van 14.700 kg met ankerkettingen met een lengte van 742,5, overeenkomend met 27 lengtes, waarbij de schalmdiameter afhankelijk is van de staalsoort. Zo moet deze 122 millimeter zijn bij zacht staal (grade 1), 107 mm bij speciale kwaliteit staal (grade 2) en 95 mm bij zeer speciale kwaliteit (grade 3). Bij HPP-ankers zou de massa dan 11.025 kg zijn en bij SHHP-ankers 7350 kg, ware het niet dat dergelijke grote SHHP-ankers niet voor dit doeleinde gebruikt mogen worden.
Voor de sleeplijn is in dit geval de richtlijn een minimumlengte van 300 meter en een minimumbreeksterkte van 1471 kN. Het minimumaantal trossen ligt hierbij op 7 met een lengte van 200 meter en een breeksterkte van 686 kN.